# Tough (Lewis Capaldi)
Tough è un singolo del cantautore scozzese Lewis Capaldi, pubblicato nel 2018 ed estratto dall'EP Breach.

## Tracce
- Download digitale

1. Tough – 3:49

## Classifiche
| Classifica (2018–19) | Posizione raggiunta |
| -------------------- | ------------------- |
| Irlanda              | 39                  |
| Scozia               | 63                  |